# Рид, Уоллес
Уи́льям Уо́ллес Рид (англ. William Wallace Reid; 15 апреля 1891, Сент-Луис, Миссури — 18 января 1923, Лос-Анджелес, Калифорния) — американский актёр немого кино, режиссёр, сценарист. Проработав в киноиндустрии всего 12 лет, Рид успел сняться в более чем двух сотнях фильмов и в качестве режиссёра снял 70 картин.

## Биография
Уоллес родился в семье театрального актёра и драматурга Хола Рида и актрисы Берты Уэстбрук. В четыре года он дебютировал на сцене в постановке своего отца, сыграв маленькую девочку. Рид учился в начальной школе в Пенсильвании и в военной школе в Нью-Джерси. В 1910 году он устроился работать на чикагскую киностудию Selig Polyscope, за три года побывал оператором, ассистентом продюсера, сценаристом и, наконец, нашёл себя в актёрской профессии.
Через три года Рид подписал контракт со студией Vitagraph, руководство которой широко использовало его привлекательную внешность, в результате чего за актёром плотно закрепились амплуа героя-любовника и предприимчивого дельца. В 1915 и 1916 годах Рид пошёл на существенное сокращение гонорара ради работы с режиссёром Дэвидом Уорком Гриффитом и сыграл небольшие роли в его фильмах «Рождение нации» и «Нетерпимость». Перейдя на работу в Paramount Pictures, Рид стал ведущим актёром студии и снялся во множестве её фильмах. Наиболее известны его работы в фильмах Сесиля Б. Де Милля («Женщина, которую забыл Бог»), в которых он играл с такими яркими актрисами своего времени, как Глория Свенсон и Джеральдина Фаррар.
В 1919 году, во время съёмок картины «Долина гигантов», Рид серьёзно пострадал в результате происшествия на площадке. В качестве болеутоляющего студийный доктор прописал Уоллесу морфин, через несколько месяцев у актёра развилась сильная зависимость. В 1922 году он сделал публичное признание о своей наркозависимости и лёг в клинику в надежде на излечение, однако вред, нанесённый его здоровью был уже необратим. 18 января 1923 года Рид скончался в возрасте 31 года. У него осталась жена, актриса Дороти Дэвенпорт, и сын, Уоллес Рид-младший.